# Pā Tappeh
Pā Tappeh är en ort i Iran.   Den ligger i provinsen Kermanshah, i den nordvästra delen av landet, 400 km väster om huvudstaden Teheran. Pā Tappeh ligger 1 282 meter över havet och antalet invånare är 381.
Terrängen runt Pā Tappeh är varierad. Runt Pā Tappeh är det ganska tätbefolkat, med 124 invånare per kvadratkilometer. Närmaste större samhälle är Bīsotūn, 5,5 km söder om Pā Tappeh. Trakten runt Pā Tappeh består till största delen av jordbruksmark.